# 구로다하라역
구로다하라역(일본어: 黒田原駅)은 일본 도치기현 나스군 나스정에 있는 동일본 여객철도 도호쿠 본선의 역이다. 단선 승강장 2면 2선의 구조를 가진 지상역이다.

## 타는 곳
| 1 | ■ 도호쿠 본선 | (상행) | 구로이소 · 우쓰노미야 · 우에노 방면 |
| 2 | ■ 도호쿠 본선 | (하행) | 시라카와 · 고리야마 · 센다이 방면   |

## 이용 현황
| 승차 인원 추이 | 승차 인원 추이      |
| 연도           | 하루 평균 승차 인원 |
| -------------- | ------------------- |
| 2000           | 699                 |
| 2001           | 660                 |
| 2002           | 579                 |
| 2003           | 569                 |
| 2004           | 561                 |
| 2005           | 586                 |
| 2006           | 559                 |
| 2007           | 548                 |
| 2008           | 536                 |
| 2009           | 523                 |
| 2010           | 490                 |

## 역 주변
- 나스 정청
- 요사사 강
- 구로카와 강
- 민속 자료관
- 나스 정립 도서관
- 나스 정 문화센터
- 구로이소 나스 소방조합 나스 소방서
- 국도 제4호선
- 고메리

## 인접 정차역
| 도호쿠 본선          | 도호쿠 본선   | 도호쿠 본선            |
| -------------------- | ------------- | ---------------------- |
| 다카쿠 구로이소 방면 | ■ 도호쿠 본선 | 도요하라 후쿠시마 방면 |